# Făcăeni
Făcăeni es una comuna ubicada en el distrito de Ialomița, Rumania.

## Superficie
Cuenta con una superficie de 240,9 kilómetros cuadrados.

## Demografía
Hasta 2021 la población era de 4899 habitantes, con una densidad de población de 20,34 habitantes por kilómetro cuadrado.